# Franco Pisano
Franco Pisano (* 10. Dezember 1922 in Cagliari; † 6. Januar 1977 in Rom) war ein italienischer Komponist.

## Leben und Karriere
Pisano war – wie sein Bruder Berto, mit dem er nach Turin gegangen war – seit Beginn der 1960er Jahre als Komponist für rund zwanzig Filme tätig. Zuvor hatte er in einigen Jazzformationen gespielt, darunter bei den Asternovas. 1965 und 1968 war er als Dirigent beim Sanremo-Festival tätig und war während des gesamten Jahrzehntes und der beginnenden 1970er Jahre als musikalischer Leiter für zahlreiche Fernsehshows verantwortlich.
1970 und 1971 gelangen ihm, der schon zuvor für Interpreten wie Miranda Martino, Giorgio Faber, Fabrizio Ferretti und Domenico Modugno geschrieben hatte, einige bekannte Lieder, die er fast alle für Raffaella Carrà komponierte.

## Filmografie (Auswahl)
- 1961: Rocco e le sorelle
- 1962: Due contro tutti
- 1963: Divorzio alla siciliana
- 1964: Fluch der Erotik (Le conseguenze)
- 1965: Anfassen verboten (Scandali nudi)
- 1965: Die vier Geier der Sierra Nevada (I quattro inesorabili)
- 1965: Agent Pik As - Zeitbombe Orient (Asso di picche operazione controspionaggio)
- 1966: Tre notti violente
- 1966: Das rote Phantom schlägt zu (Superargo contro Diabolikus)
- 1967: Django tötet leise (Bill il taciturno)
- 1967: Quando dico che ti amo
- 1967: Arrriva Dorellik
- 1967: Auge um Auge, Zahn um Zahn (Destino: Estambul 68)
- 1967: Goldface (Goldface, il fantastico superman)
- 1968: Il cenerentolo (Fernsehfilm)
- 1970: Signore e signora (Fernsehserie)
- 1970: Basta guardarla
- 1977: La vergine, il toro e il capricorno